# Stegocephalus cascadiensis
Stegocephalus cascadiensis är en kräftdjursart som först beskrevs av P. G. Moore 1992.  Stegocephalus cascadiensis ingår i släktet Stegocephalus och familjen Stegocephalidae. Inga underarter finns listade i Catalogue of Life.